# Municipio de Alexander (Dakota del Norte)
El municipio de Alexander (en inglés: Alexander Township) es un municipio ubicado en el condado de Stutsman en el estado estadounidense de Dakota del Norte. En el año 2010 tenía una población de 26 habitantes y una densidad poblacional de 0,28 personas por km².

## Geografía
El municipio de Alexander se encuentra ubicado en las coordenadas 46°40′5″N 98°59′55″O / 46.66806, -98.99861. Según la Oficina del Censo de los Estados Unidos, el municipio tiene una superficie total de 92.99 km², de la cual 92,24 km² corresponden a tierra firme y (0,81 %) 0,75 km² es agua.

## Demografía
Según el censo de 2010, había 26 personas residiendo en el municipio de Alexander. La densidad de población era de 0,28 hab./km². De los 26 habitantes, el municipio de Alexander estaba compuesto por el 100 % blancos. Del total de la población el 0 % eran hispanos o latinos de cualquier raza.